# RAF Tangmere

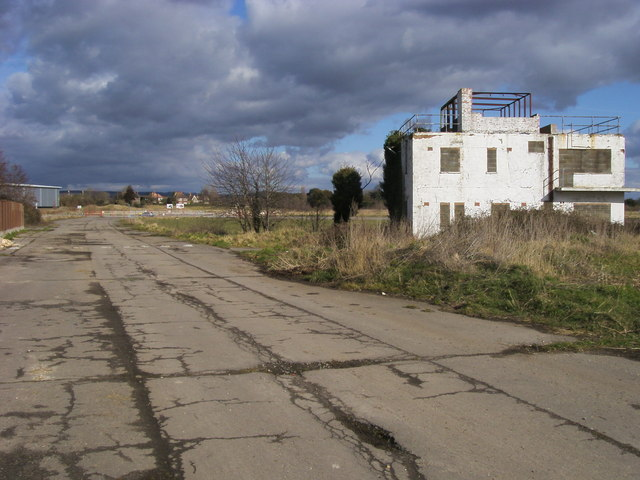
Voormalige verkeerstoren

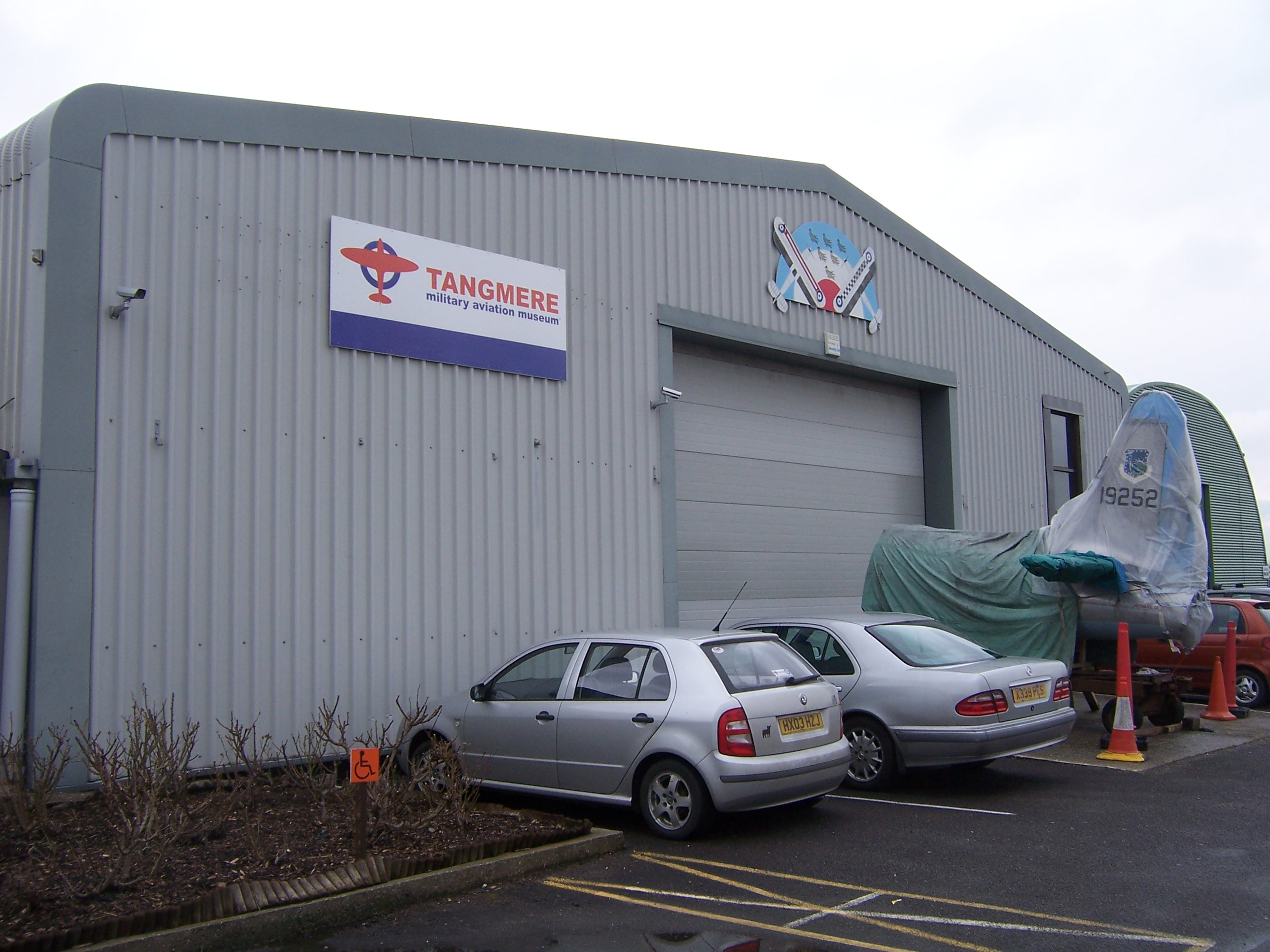
Museum

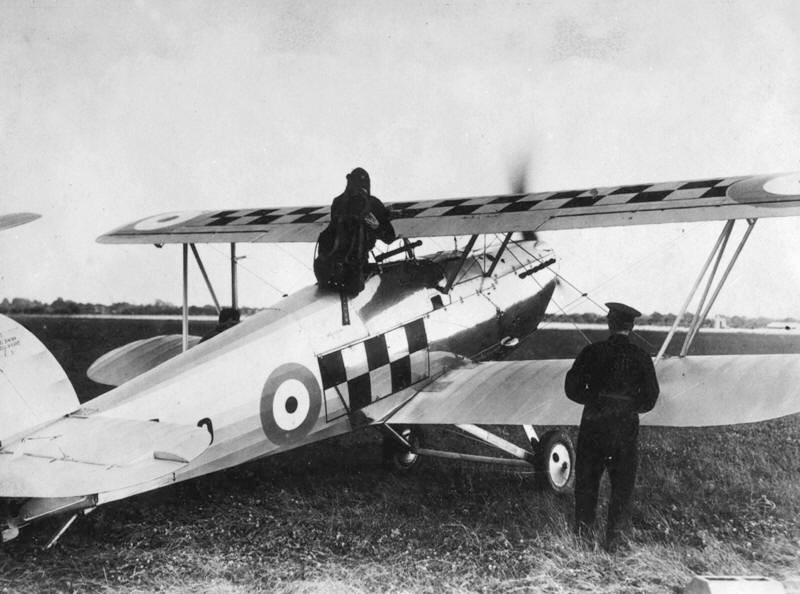
Hawker Fury van No. 43 Squadron

RAF Tangmere is een voormalig militair vliegveld bij Tangmere, nabij Chichester in West Sussex. De luchtmachtbasis speelde een belangrijke role in de Slag om Engeland in 1940.
In het Tangmere Military Aviation Museum staan in twee hangars en in de openlucht staan verschillende vliegtuigen, waaronder de Gloster Meteor waarmee Teddy Donaldson in 1946 voor het eerst sneller dan 1000 km per uur vloog, en de Hawker Hunter waarmee Neville Duke in 1953 het snelheidsrecord van 1170 km per uur vloog.

## Geschiedenis

### 1917-1970
Het vliegveld werd in 1917 aangelegd als trainingsbasis voor het Royal Flying Corps. In 1918 werd het overgedragen aan de Amerikaanse luchtmacht, wederom als trainingsbasis. Na de Eerste Wereldoorlog werd de basis gesloten.
In 1925 werd de basis heropend voor de Fleet Air Arm van de RAF. In 1926 werd No. 43 Squadron er gestationeerd. Zij vlogen eerst met de Gloster Gamecock, een eenpersoonsjachtvlieger, maar al gauw met snellere vliegtuigen, zoals de Hawker Fury, de Gloster Gladiator en de Hawker Hurricane.
Vanwege de oorlogsdreiging werden in 1939 enkele huizen en het enige hotel van Tangmere afgebroken om het vliegveld uit te breiden. In juli 1940 begon de Slag om Engeland en enkele weken later werd No. 602 Squadron RAF op het nabijgelegen RAF Westhampnett gestationeerd. Tijdens een aanval op Tangmere door de Duitse Stuka's op 16 augustus 1940 vielen de eerste slachtoffers.
Tijdens de oorlog werd de vliegbasis ook gebruikt door de Special Operations Executive (SOE) om hun agenten naar het vasteland te brengen.

### 1970 tot heden
Nadat Tangmere als vliegveld gesloten werd, stond alles enkele jaren leeg. Landingsbanen werden langzamerhand weer landbouwgronden. In 1983 werd het vliegveld gekocht door Seawards Properties Ltd. Veel gebouwen werden afgebroken maar de verkeerstoren bleef bewaard, alsmede enkele huizen waar officieren hadden gewoond. Ook drie hangars staan er nog.
In 1982 richtten vrijwilligers het Tangmere Military Aviation Museum op.
Op het terrein van het voormalige vliegveld zijn nu deels naast en op de oude landingsbanen verschillende glastuinbouwbedrijven gevestigd.